# Lee Eun-Kyung (arquera)
Lee Eun-Kyung (en coreano: 이은경; 15 de julio de 1972) es una deportista surcoreana que compitió en tiro con arco, en la modalidad de arco recurvo.
Participó en los Juegos Olímpicos de Barcelona 1992, obteniendo una medalla de oro en la prueba por equipo. Ganó cuatro medallas en el Campeonato Mundial de Tiro con Arco al Aire Libre entre los años 1991 y 1999.

## Palmarés internacional
| Juegos Olímpicos                 | Juegos Olímpicos   | Juegos Olímpicos | Juegos Olímpicos |
| Año                              | Lugar              | Medalla          | Prueba           |
| -------------------------------- | ------------------ | ---------------- | ---------------- |
| 1992                             | Barcelona (España) | Medalla de oro   | Equipo           |
| Campeonato Mundial al Aire Libre |                    |                  |                  |
| Año                              | Lugar              | Medalla          | Prueba           |
| 1991                             | Cracovia (Polonia) | Medalla de oro   | Equipo           |
| 1991                             | Cracovia (Polonia) | Medalla de plata | Individual       |
| 1993                             | Antalya (Turquía)  | Medalla de oro   | Equipo           |
| 1999                             | Riom (Francia)     | Medalla de oro   | Individual       |